# R de l'Orada
R de l'Orada (P Doradus) és un estel variable a la constel·lació austral de l'Orada, prop del límit amb la constel·lació del Reticle. S'hi troba a 193 anys llum de distància del sistema solar.

## Característiques
R de l'Orada és una gegant vermella de tipus espectral M8IIIe. Amb un diàmetre angular de 0,057 ± 0,005 segons d'arc, és l'estel —amb excepció del Sol— amb un major diàmetre aparent vist des de la Terra. En concret, és més d'un 30% major que Betelgeuse (α Orionis), que abans ostentava el títol d'estel amb major grandària aparent. El seu radi és 370 vegades més gran que el radi solar; si estigués situat al centre del Sistema Solar, l'òrbita de Mart quedaria englobada dins del propi estel. Encara que la seva massa és similar a la del Sol, la seva lluminositat total és 6.500 ± 1.400 vegades major que la lluminositat solar. Igual que altres estels similars, R Doradus perd massa estel·lar, a raó de 2,7 × 10-7 masses solars cada any.

## Lluentor i variabilitat
La magnitud visual d'R de l'Orada oscil·la entre +4,8 i +6,6 en un cicle de 338 dies, però és a la regió de l'infraroig on R de l'Orada és un dels estels més brillants del cel. En banda J —finestra en l'infraroig proper centrada a 1,25 μm— és, amb magnitud -2,65, el segon estel més brillant després de Betelgeuse (α Orionis). Si bé està catalogada com a variable semiregular de tipus SRB, s'hi troba estretament relacionada amb les variables Mira.